# Горбун Сергій Вікторович
Сергій Вікторович Горбун — сержант Збройних Сил України, учасник російсько-української війни, що загинув у ході російського вторгнення в Україну в 2022 році.

## Життєпис
Сергій Горбун народився 5 грудня 1982 року в селі Павлівка Солонянського району (з 2020 року — Новопокровської селищної територіальної громади Дніпропетровської області. Проживав у селищі Новопокровка на Дніпропетровщині. У 2015—2016 роках брав участь у війні на сході України. З початком повномасштабного російського вторгнення в Україну був мобілізований 26 лютого 2022 року та перебував на передовій. Загинув Сергій Горбун 3 березня 2022 року в бою з російськими окупантами. Похований 18 березня 2022 року в рідному селі Павлівка Дніпровського району Дніпропетровської області, де проживають батьки.

## Родина
У загиблого залишилися батьки, дружина та діти.

## Нагороди
- Орден «За мужність» III ступеня (2022, посмертно) — за особисту мужність і самовіддані дії, виявлені у захисті державного суверенітету та територіальної цілісності України, вірність військовій присязі[2].